# Legile mișcării ale lui Euler
În mecanica clasică legile mișcării ale lui Euler sunt ecuații de mișcare care extind legile lui Newton de la punctele materiale la corpurile rigide în mișcare.
Ele au fost formulate de Leonhard Euler la aproximativ 50 de ani după ce Isaac Newton le-a formulat pe ale lui.

## Descriere

### Prima lege a lui Euler
Prima lege a lui Euler afirmă că viteza de schimbare a impulsului, p, a unui corp rigid este egală cu rezultanta forțelor externe, Fext care acționează asupra corpului:

{\displaystyle F_{\text{ext}}={\frac {d\mathbf {p} }{dt}}.}
Forțele interne dintre particulele care alcătuiesc un corp nu contribuie la modificarea impulsului corpului, deoarece există o forță egală și opusă, deci ele nu au rezultantă.
Impulsul unui corp rigid este produsul dintre masa corpului și viteza centrului său de masă, vcm.

### A doua lege a lui Euler
A doua lege a lui Euler afirmă că viteza de schimbare a momentului cinetic L față de un punct fixat dintr-un sistem de referință inerțial (adesea centrul de masa al corpului), este egală cu suma momentelor forțelor exterioare care acționează asupra acelui corp M față de acel punct:
{\displaystyle \mathbf {M} ={d\mathbf {L}  \over dt}.}
Relația de mai sus este valabilă numai dacă atât M cât și L sunt calculate în raport cu un sistem de referință fix sau un sistem de referință paralel cu sistemul de referință inerțial dar cu originea în centrul de masă.
Pentru corpurile rigide care se translează și se rotesc doar bidimensional, aceasta poate fi exprimată astfel:
{\displaystyle \mathbf {M} =\mathbf {r} _{\rm {cm}}\times \mathbf {a} _{\rm {cm}}m+I{\boldsymbol {\alpha }},}
unde:
- rcm este vectorul de poziție al centrului de masă al corpului față de punctul în jurul căruia se însumează momentele,
- acm este accelerația (liniară) a centrului de masă al corpului,
- m este masa corpului,
- I este momentul de inerție al corpului față de centrul său de masă, iar
- α este accelerație unghiulară a corpului.

## Explicații și consecințe
Distribuția forțelor interne într-un corp deformabil nu este neapărat uniformă, adică tensiunile variază de la un punct la altul. Această variație a forțelor interne în întregul corp este guvernată de a doua lege a lui Newton, de conservare a impulsului și a momentului cinetic, care în cazul cel mai simplu sunt aplicate unui punct material, dar în mecanica mediilor continue sunt extinse pentru un corp cu masa distribuită continuu. Pentru corpurile continue, aceste legi se numesc legile mișcării ale lui Euler.
Rezultanta aplicată unui corp continuu cu masa m, densitatea ρ și volumul V, este integrala de volum peste volumul corpului:
{\displaystyle \mathbf {F} _{B}=\int _{V}\mathbf {b} \,dm=\int _{V}\mathbf {b} \rho \,dV}
unde b este forța care acționează asupra corpului pe unitatea de masă („forța masică”), iar dm = ρ dV este un element infinitezimal de masă al corpului.
Forțele masice și forțele de contact care acționează asupra corpului produc momente corespunzătoare acelor forțe relativ la un punct dat. Astfel, momentul total aplicat M față de origine este dat de
{\displaystyle \mathbf {M} =\mathbf {M} _{B}+\mathbf {M} _{C}}
unde MB și MC sunt momentele datorită forțelor masice, respectiv forțelor de contact.
Astfel, suma tuturor forțelor și momentelor aplicate (în raport cu originea sistemului de coordonate) care acționează asupra corpului poate fi exprimată prin suma unei integrale de suprafață și a unei integrale de volum:
{\displaystyle \mathbf {F} =\int _{V}\mathbf {a} \,dm=\int _{V}\mathbf {a} \rho \,dV=\int _{S}\mathbf {t} \,dS+\int _{V}\mathbf {b} \rho \,dV}
{\displaystyle \mathbf {M} =\mathbf {M} _{B}+\mathbf {M} _{C}=\int _{S}\mathbf {r} \times \mathbf {t} \,dS+\int _{V}\mathbf {r} \times \mathbf {b} \rho \,dV.}
unde t = t(n) este forța de tracțiune aplicată suprafeței, integrată peste suprafața corpului, iar n este versorul normal îndreptat spre exteriorul suprafeței S.